# HD 82536
HD 82536，又名CP-57 2090，SAO 237056、HR 3793，是一颗恒星，视星等为5.88，位于銀經279.04，銀緯-5.15，其B1900.0坐标为赤經9h 27m 28.2s，赤緯-57° -5.15′ 20″。